# 中国早期象征诗派
中国早期的象征主义诗歌出现于20世纪的20年代，主要的代表诗人是李金发，其他的象征派诗人或者著有象征主义诗集的诗人有王独清、穆木天、冯乃超、姚蓬子、胡也頻、侯汝華、林英強等。
象征主义始于法国的19世纪下半叶的诗歌运动，最早的作品是波德莱尔的《恶之花》诗集。之后魏尔伦、马拉美、韩波等诗人发表了更多的象征主义诗歌，1886年《象征主义宣言》在《费加罗报》上发表，从此象征主义作为流派走向成熟。象征主义的创作理论和实践在20世纪20年代开始对已经进入白话诗歌的中国现代诗歌运动产生影响，1925年李金发出版了中国最早的象征主义詩集《微雨》，在此之后的四年中，他发表了更多的象征主义诗歌作品。此外，新月派诗人于赓虞、邵洵美、蓬子和创造社的穆木天、冯乃超、王独清也陆续发表了象征主义的诗歌作品。
中国早期的象征主义通过象征的写作手法来暗示主观的精神意义，在非理性的心灵世界中认识自我。这种象征主义的创作原则对后来的中国早期现代主义诗歌的形成产生了重要的影响。